# پس‌پشته (گلبهار)
پس پشته گلبهار، روستایی از توابع بخش مرکزی گلبهار شهرستان گلبهار در استان خراسان رضوی ایران است.

## جمعیت
این روستا در دهستان بیزکی قرار دارد و براساس سرشماری مرکز آمار ایران در سال ۱۳۸۵، جمعیت آن ۵۰۶ نفر (۱۲۶خانوار) بوده‌است.